# Gmina Taebla
Gmina Taebla (est. Taebla vald) – dawna gmina wiejska w Estonii, w prowincji Läänemaa. W 2013 roku wraz z gminami Oru i Risti utworzyły nową gminę Lääne-Nigula.
W skład gminy wchodziły:
- 2 okręgi miejskie: Palivere, Taebla
- 15 wsi: Nigula, Kirimäe, Vidruka, Võntküla, Koela, Kadarpiku, Turvalepa, Leediküla, Pälli, Tagavere, Allikmaa, Luigu, Nihka, Väänla, Kedre.